# Ливан (фильм)
«Лива́н» (ивр. לבנון‎) — израильский военный фильм, вышедший на экраны в 2009 году. Картина была снята режиссёром Самуэлем Маозом на основе личных воспоминаний о ливанской войне 1982 года, во время которой он был молодым призывником и служил танкистом.

## Сюжет

Кадр из фильма, израильский танк посредине поля подсолнухов в Ливане

Фильм рассказывает об экипаже израильского танка во время ливанской войны 1982 года.
Танк с экипажем из четырёх человек и отряд пехоты продвигается вглубь ливанской территории, они участвуют в «зачистке» территории от сирийских войск и палестинских боевиков. При этом из-за действий экипажа танка гибнут мирные жители и израильские солдаты (поскольку неопытный канонир-новобранец, шокированный ужасами войны, то проявляет нерешительность, то стреляет в ненужных ситуациях).
Согласно режиссёру Самуэлю Маозу фильм имеет антивоенную направленность и показывает ужасы войны.
Весь фильм снят исключительно в танке или как вид из него через прибор обзора. При этом кроме четырёх членов экипажа в танк иногда приходит командир отряда, там так же появляются сирийский военнопленный и боевики-фалангисты, а также тело погибшего израильского солдата (до его эвакуации).

## Награды и оценки
Фильм был удостоен «Золотого льва» на 66-м Венецианском кинофестивале, став первым израильским фильмом, получившим эту награду. На том же фестивале он получил награду SIGNIS Award (от Всемирной католической ассоциации по коммуникациям) и награду имени Назорено Таддеи. На кинофестивале в Салониках фильм получил награду Human Values Award, а на Международном кинофестивале Cameraimage в Лодзи — приз «Золотая лягушка». В 2010 году фильм получил премию European Film Awards за лучшую операторскую работу (Гиора Бейач).
Несмотря на художественный успех, в самом Израиле фильм считается спорным вследствие своего политического содержания, однако «Ливан» всё же был выставлен в 10 номинациях на премию «Офир», вручаемую израильской киноакадемией. В конечном итоге фильм получил эту премию в четырёх номинациях: «Лучшая работа художника-постановщика» (Ариэль Рошко), «Лучшая операторская работа» (Гиора Бейач), «Лучшая работа звукооператора» (Алекс Клод, Давид Лис) и «Лучшая мужская роль второго плана» (Зохар Штраусс).

## В ролях
- Итай Тиран — Аси, командир танка
- Йоав Донат — Шмулик, наводчик орудия
- Ошри Коэн — Герцель, заряжающий танка
- Майкл Мошонов — Игаль, механик-водитель
- Зохар Штраусс — Джамиль, командир подразделения
- Ашраф Бархом — ливанский фалангист